# Meteorológiai műhold

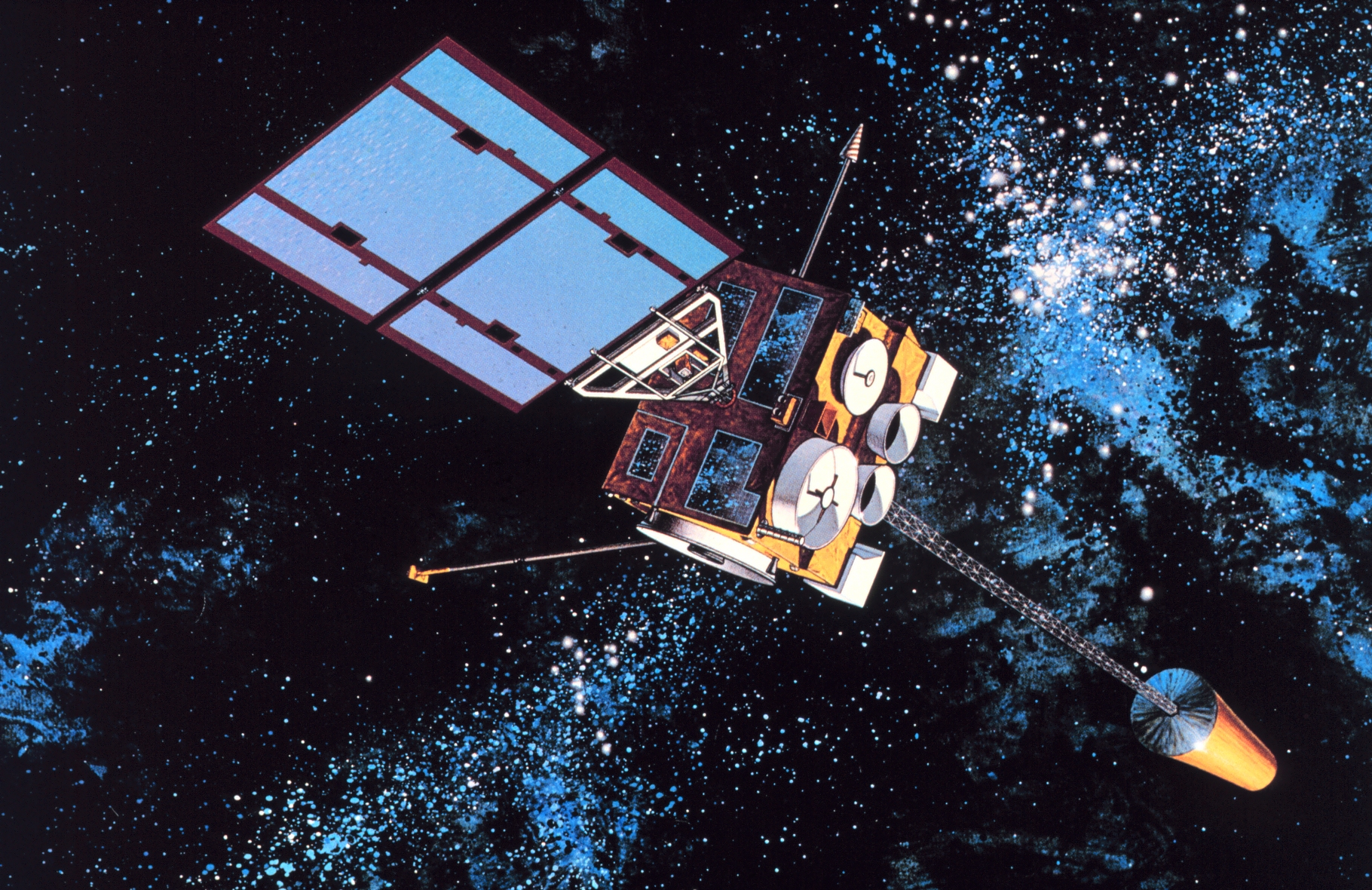
Egy meteorológiai műhold, az amerikai GOES–8

A meteorológiai műhold a műholdak egyik típusa, melynek célja egy égitest időjárásának és éghajlatának figyelése. Pályájuk lehet poláris, mellyel minden 12 órában az égitest felszínének ugyanazt a részét látják, vagy geostacionárius, amelyen az egyenlítő felett az égitest forgási sebességével szinkronban mozog. A Föld esetében a felhőkön és felhőrendszereken kívül figyelik a városok fényszennyezéseit, a környezetváltozást, tüzeket, aurórát, homok- és porviharokat, hó- és jégtakarót, óceáni áramlatokat és más környezeti folyamatokat. A műholdak képei segítettek többek közt a Mount Saint Helens vulkáni hamujának vagy az Etna aktivitásának megfigyelésében. A méréseket az elektromágneses spektrum különbözô hullámhosszain, fôleg látható és infravörös hullámhosszon végzik.
Az első meteorológiai műhold, a Vanguard–2 1959. február 17-én állt pályára. A felhőtakaró megfigyelését végezte volna, de rossz forgástengelye miatt kevés használható információval szolgált. Az első sikeres műhold a TIROS–1 1960. április 1-jén indult. 78 napig végzett méréseket, előkészítve a későbbi sikeres Nimbus-programot.